# Teemu Grönberg
Teemu Grönberg, född 6 oktober 1907, död 13 juli 1981, var en finländsk sångare. Han använde sig av artistnamnet Teppo Raikko.
Åren 1938, 1942, 1943, 1944, 1946 och 1950 gjorde Grönberg 53 skivinspelningar med sånger av bland andra Harry Bergström, Georg Malmstén, Eine Laine, Olli Suolahti och Jean Sibelius. Bland dem han gjorde inspelningar med märks George de Godzinsky.